# オンバイ海峡
オンバイ海峡（オンバイかいきょう、インドネシア語: Selat Ombai）はインドネシア北部のアタウロ島とアロール島側との南部のティモール島を隔てる、インドネシアと東ティモールの国際海峡。アロール島とティモール島の間は約30kmほど。バンダ海とサヴ海との境界でもある。
座標: 南緯8度30分 東経125度05分 / 南緯8.500度 東経125.083度